# Aeroportul Rif
Aeroportul Rif (IATA: OLI, ICAO: BIRF) este un aeroport din Ólafsvík⁠(d), Vesturland⁠(d), Islanda ce deservește zona Ólafsvík⁠(d).
Situat la o altitudine de 5 m, aeroportul dispune de o singură pistă.